# 神保氏
神保氏（じんぼうし・じんぼし）は、本姓は惟宗朝臣で、上野国多胡郡辛科郷神保邑が名字発祥の地という。家紋は「堅二引両」。

## 概要
神保氏は室町幕府管領畠山氏の鎌倉以来の譜代家臣で、畠山氏の領国である越中国、能登国、紀伊国などの守護代を務め、越中国射水郡放生津に本拠を構えた。越中国守護代として史料上の初出は嘉吉3年（1443年）の文書においてであり、神保備中守（国宗）の名が見える。
越中国においては、はじめ放生津城を主城とし、その外に守山城、滝山城、増山城、日宮城の諸城を有した。勢力が盛んなときは富山城に拠った。
応仁の乱では東軍畠山政長の腹心として神保長誠が活躍、明応の政変で幽閉された将軍・足利義稙を救出し、放生津館（越中公方）に迎えるなど最盛期を迎えた。長誠の後継者・慶宗は主家畠山氏からの独立を目指し、一向一揆と手を結んで長尾能景を討つなどの行動をとったために主君畠山尚順（尚長）の怒りを買い、長尾・畠山連合軍による討伐を受け、永正17年（1520年）新庄の戦いで能景の子・長尾為景の軍に敗れて敗走中に慶宗が自刃し、壊滅状態となった。
天文期になり、慶宗の遺児とみられる長職が新川郡に富山城を築いて神保氏を再興し、新川郡守護代の椎名氏との抗争を経て越中一国を席巻する勢いとなったが、椎名氏の援軍要請を受けた上杉謙信（長尾為景の実子）に敗北し、上杉氏に従属する。しかしやがて武田・一向宗派と上杉派に家中が分裂し、内紛状態となって衰退し、家中の実権は親上杉派の家老小島職鎮に握られた。長職の嫡子長住は武田派であったとみられ、越中を出奔して京に上り織田信長に仕え、越中帰還の機会を待った。
天正6年（1578年）3月13日に越後で上杉謙信が急死すると、信長は長住に兵を与えて越中へ侵攻させ、長住は富山城に入城して神保氏の実権を取り戻した。しかし天正10年（1582年）3月、小島職鎮らが甲斐国の武田勝頼が流した虚報（武田領内に押し寄せた織田・徳川両軍を勝頼が悉く討ち果たしたとのもの）をうけて一揆を起こし、長住は富山城を奪われ幽閉された。織田勢により富山城は奪還されたが、信長はこれに怒って長住を越中から追放し、越中守護代神保氏は滅びた（『信長公記』）。
紀伊畠山氏に仕えた神保春茂は豊臣政権期に高市郡6千石に封ぜられ、 その子の神保相茂は関ヶ原の戦いの戦功で千石の加増を受けた。しかし大坂夏の陣天王寺の戦いで相茂をはじめとする神保勢は大多数が討ち死に、壊滅した。相茂の子茂明は幼少であったが父の遺領を継ぐことを許され、その家系は大身旗本として存続した。茂明の孫重同は上野安中藩板倉氏の養子となり、藩主を継いだ。
庶流の神保氏張の家系は佐々成政、徳川家康に仕えて旗本となった。会津藩臣神保氏も越中神保氏の出自と伝わる。また、長誠から分かれた紀伊神保氏も、豊臣氏、徳川氏に仕えて旗本として生き残っている。
日本最大の書店街として知られる東京の神保町の地名は、元禄年間（1688年 - 1704年）に旗本の神保長治が屋敷を構え、屋敷に面した道路が「神保小路」と呼ばれたことに由来する。この神保長治は『寛政重修諸家譜』によれば越中神保氏の流れをくむ（神保長誠の子孫にあたる）が、神保氏張の系統とは別系統である。

## 一族

### 越中神保氏
- 神保国久・神保国氏 – ともに畠山基国より偏諱を賜い、その子・満家の代の郎党として活動（『相国寺供養記』より）。

#### 国久系
- 神保慶久 – 国久の子とされる。一時期河内畠山氏の当主であった畠山満慶（満家の弟）より偏諱を賜ったとみられる。
- 神保国宗 – 慶久の子（または慶久を間に入れずに国久の子とも）。畠山持国より偏諱を賜う。持国の後継者を巡る争いでは、甥の畠山弥三郎（政久）を推したが、1454年に謀殺された。
- 神保長誠 – 国宗の子とされる。畠山弥三郎（政久）の弟・畠山政長に仕えて偏諱を賜い、その腹心として活躍。
- 神保慶宗 – 長誠の子。畠山尚慶（のち尚順、尚長）より偏諱を賜うが、のちに尚長から独立の姿勢を見せて反乱し敗死。
- 神保慶明 – 慶宗の弟とされる。
- 神保長職 – 慶宗の子とされる。畠山尚長より偏諱を賜ったとみられる。宗右衛門。出家して宗昌と名乗る。
- 神保長住 – 長職の長男。
- 神保長城 – 長職の次男（読みは｢ながしろ｣｢ながくに｣などが伝わる）。
- 神保長国 – 長職の次男長城と同一人物、または、三男とされるが詳細は不明。
- 神保昌国（宗四郎） – 長国が改名した者と見られるが詳細は不明。1579年頃には織田・神保長住に従うものの、1581年に佐々成政が越中入国すると1582年に上杉方より太田の領有と越中支配の委任を約束されて神保覚広、小島職鎮、唐人親広らと共に、長住から離反し成政に抗した。本能寺の変を経て同年７月に覚広、職鎮、親広と伴に直江兼続へ上杉景勝の越中出陣要請をした。天正12年9月18日に、職鎮、親広と伴に七尾の前田安勝宛に、須田満親が境要害を打ち破り在々を放火しており、上杉方と連盟すれば成政の滅亡は眼前のものと、前田利家への取りなしを求めた芯状を差し出した 。既に前年（1583年）に豊臣秀吉は、上杉景勝や一向一揆と結んでおり、上杉方の満親は小出城、魚津城の開城していた。秀吉の富山の役（1585年）で成政は退陣し、景勝も越中を退いた。土肥政繁、唐人親広ほか神保家臣らが景勝の庇護に頼り兼続の下に赴いたのとは対照的に、帰依または帰農して越中における神保氏復権の幕を引いたものと見られる。

#### 一門葉
- 神保職広 – 宗家当主・神保長職より偏諱を賜う。
- 神保覚広(信包） – 長職の重臣。（生没年不詳。1523年 - 1577年は覚広。読みは｢ただひろ｣｢よしひろ｣などが伝わる。 - 1582年頃は信包。読みは｢のぶかね｣。なお、職広と覚広の詳しい系譜は不明。｢広｣の字が共通していることから両者は父子関係にあるとみられる。「信包」は織田信長の弟・信包に因んだとみられる）。1569年に長尾氏と神保氏の仲介を行った人物として伝わる。神保長職の後、上杉謙信の配下となる。1579年頃には織田・神保長住に従うものの1582年に小島職鎮、唐人親広らと共に、長住から離反し長住を幽閉した。本能寺の変を経て同年7月に昌国らと伴に直江兼続へ上杉景勝の越中出陣要請をした。その後、没したと見られる。
- 神保孝続

#### 国氏系（守山神保家）
- 神保氏重
- 神保氏張
- 神保氏長
- 神保氏信

### 紀伊神保氏
（神保慶宗の弟とされる神保長茂の系統）
- 神保茂定
- 神保春茂
- 神保相茂
- 神保茂明

### 会津藩神保氏
- 神保内蔵助（神保利孝）
- 神保修理（神保長輝）
- 北原雅長 – 長輝の実弟で母方の北原家を継ぐ。初代長崎市長。

## 神保家臣団
- 小島氏
  - 小島職鎮
  - 小島国綱
- 寺島氏
  - 寺島職定
  - 寺島盛徳
- 二宮氏
  - 二宮長恒
- 塩井氏
  - 塩井職清
- 鞍川氏
  - 鞍川清房

## 略系図
諸説あって確定できず、諸説を載せる。

### 越中守護代家
○出典：『富山市史』（『富山県史』に同じ）
| 神保国宗 |      |      |      |      |      |        |        |        |        |        |        |      |      |      |      |      |      |  |  |  |  |
|          |      |      |      |      |      |        |        |        |        |        |        |      |      |      |      |      |      |  |  |  |  |
|          |      |      |      |      |      |        |        |        |        |        |        |      |      |      |      |      |      |  |  |  |  |
| 長誠     | 長誠 | 長誠 | 長誠 | 長誠 | 長誠 | 与二郎 | 与二郎 | 与二郎 | 与二郎 | 与二郎 | 与二郎 |      |      |      |      |      |      |  |  |  |  |
| 長誠     | 長誠 | 長誠 | 長誠 | 長誠 | 長誠 | 与二郎 | 与二郎 | 与二郎 | 与二郎 | 与二郎 | 与二郎 |      |      |      |      |      |      |  |  |  |  |
|          |      |      |      |      |      |        |        |        |        |        |        |      |      |      |      |      |      |  |  |  |  |
| 慶宗     | 慶宗 | 慶宗 | 慶宗 | 慶宗 | 慶宗 | 慶明   | 慶明   | 慶明   | 慶明   | 慶明   | 慶明   |      |      |      |      |      |      |  |  |  |  |
| 慶宗     | 慶宗 | 慶宗 | 慶宗 | 慶宗 | 慶宗 | 慶明   | 慶明   | 慶明   | 慶明   | 慶明   | 慶明   |      |      |      |      |      |      |  |  |  |  |
| 長職     |      |      |      |      |      |        |        |        |        |        |        |      |      |      |      |      |      |  |  |  |  |
|          |      |      |      |      |      |        |        |        |        |        |        |      |      |      |      |      |      |  |  |  |  |
|          |      |      |      |      |      |        |        |        |        |        |        |      |      |      |      |      |      |  |  |  |  |
| 長住     | 長住 | 長住 | 長住 | 長住 | 長住 | 長城   | 長城   | 長城   | 長城   | 長城   | 長城   | 長国 | 長国 | 長国 | 長国 | 長国 | 長国 |  |  |  |  |

### 桓武平氏流神保氏
○出典：『寛政重修諸家譜』
|                     |                     |                     |                     |                     |                     | 畠山義隆                  |                           |                           |                           |                           |                           |                   |                   |                   |                   |                   |                   |                     |                     |                     |                     |                     |                     |                               |                               |                               |                               |                               |                               |      |      |      |      |      |      |
|                     |                     |                     |                     |                     |                     |                           |                           |                           |                           |                           |                           |                   |                   |                   |                   |                   |                   |                     |                     |                     |                     |                     |                     |                               |                               |                               |                               |                               |                               |      |      |      |      |      |      |
|                     |                     |                     |                     |                     |                     | 神保氏張 （神保氏純養子） | 神保氏張 （神保氏純養子） | 神保氏張 （神保氏純養子） | 神保氏張 （神保氏純養子） | 神保氏張 （神保氏純養子） | 神保氏張 （神保氏純養子） |                   |                   |                   |                   |                   |                   |                     |                     |                     |                     |                     |                     | 織田信秀娘 （神保・稲葉夫人） | 織田信秀娘 （神保・稲葉夫人） | 織田信秀娘 （神保・稲葉夫人） | 織田信秀娘 （神保・稲葉夫人） | 織田信秀娘 （神保・稲葉夫人） | 織田信秀娘 （神保・稲葉夫人） |      |      |      |      |      |      |
|                     |                     |                     |                     |                     |                     | 神保氏張 （神保氏純養子） | 神保氏張 （神保氏純養子） | 神保氏張 （神保氏純養子） | 神保氏張 （神保氏純養子） | 神保氏張 （神保氏純養子） | 神保氏張 （神保氏純養子） |                   |                   |                   |                   |                   |                   |                     |                     |                     |                     |                     |                     | 織田信秀娘 （神保・稲葉夫人） | 織田信秀娘 （神保・稲葉夫人） | 織田信秀娘 （神保・稲葉夫人） | 織田信秀娘 （神保・稲葉夫人） | 織田信秀娘 （神保・稲葉夫人） | 織田信秀娘 （神保・稲葉夫人） |      |      |      |      |      |      |
|                     |                     |                     |                     |                     |                     |                           |                           |                           |                           |                           |                           |                   |                   |                   |                   |                   |                   |                     |                     |                     |                     |                     |                     |                               |                               |                               |                               |                               |                               |      |      |      |      |      |      |
|                     |                     |                     |                     |                     |                     |                           |                           |                           |                           |                           |                           |                   |                   |                   |                   |                   |                   |                     |                     |                     |                     |                     |                     |                               |                               |                               |                               |                               |                               |      |      |      |      |      |      |
| 女子 （斎藤利基妻） | 女子 （斎藤利基妻） | 女子 （斎藤利基妻） | 女子 （斎藤利基妻） | 女子 （斎藤利基妻） | 女子 （斎藤利基妻） | 氏則                      | 氏則                      | 氏則                      | 氏則                      | 氏則                      | 氏則                      |                   |                   | 佐々成政娘        | 佐々成政娘        | 佐々成政娘        | 佐々成政娘        | 佐々成政娘          | 佐々成政娘          | 氏長                | 氏長                | 氏長                | 氏長                | 氏長                          | 氏長                          |                               |                               |                               |                               |      |      |      |      |      |      |
| 女子 （斎藤利基妻） | 女子 （斎藤利基妻） | 女子 （斎藤利基妻） | 女子 （斎藤利基妻） | 女子 （斎藤利基妻） | 女子 （斎藤利基妻） | 氏則                      | 氏則                      | 氏則                      | 氏則                      | 氏則                      | 氏則                      |                   |                   | 佐々成政娘        | 佐々成政娘        | 佐々成政娘        | 佐々成政娘        | 佐々成政娘          | 佐々成政娘          | 氏長                | 氏長                | 氏長                | 氏長                | 氏長                          | 氏長                          |                               |                               |                               |                               |      |      |      |      |      |      |
|                     |                     |                     |                     |                     |                     |                           |                           |                           |                           |                           |                           |                   |                   |                   |                   |                   |                   |                     |                     |                     |                     |                     |                     |                               |                               |                               |                               |                               |                               |      |      |      |      |      |      |
|                     |                     |                     |                     |                     |                     |                           |                           |                           |                           |                           |                           |                   |                   |                   |                   |                   |                   |                     |                     |                     |                     |                     |                     |                               |                               |                               |                               |                               |                               |      |      |      |      |      |      |
| 氏勝                | 氏勝                | 氏勝                | 氏勝                | 氏勝                | 氏勝                | 氏房                      | 氏房                      | 氏房                      | 氏房                      | 氏房                      | 氏房                      | 女子 （石川某妻） | 女子 （石川某妻） | 女子 （石川某妻） | 女子 （石川某妻） | 女子 （石川某妻） | 女子 （石川某妻） | 女子 （渥美友之妻） | 女子 （渥美友之妻） | 女子 （渥美友之妻） | 女子 （渥美友之妻） | 女子 （渥美友之妻） | 女子 （渥美友之妻） | 女子 （紅林某妻）             | 女子 （紅林某妻）             | 女子 （紅林某妻）             | 女子 （紅林某妻）             | 女子 （紅林某妻）             | 女子 （紅林某妻）             | 氏信 | 氏信 | 氏信 | 氏信 | 氏信 | 氏信 |

### 紀伊神保氏（「寛政譜より」）
（茂政以前に10代あるが系図消失で不詳と伝える）
```
　茂政
┃
　則茂
┃
　茂勝
┃
　茂定
┃
　
春茂

┃
　
相茂

┃
　
茂明

┃
　
元茂

┣━━━━┳━━━━┓

板倉重同
　神保茂映　内藤正休
　　　　　┃
　　　　　　茂清
　　　　　┃
　　　　　　茂済
```